# Guns, God and Government
Guns, God and Government — концертний відеоальбом американського рок-гурту Marilyn Manson, виданий 29 жовтня 2002 р. у форматах VHS, DVD та UMD і записаний під час туру Guns, God and Government Tour. Реліз містить концертні виступи, що складаються з нарізок з різних шоу туру, які відбувалися в США, Японії, Росії та Європі.
На DVD зафіксовано різні аспекти сценічного мистецтва колективу, використані під час шоу (ходулі, трибуна, сценічне освітлення, екстравагантні костюми тощо). Реліз містить пісні з альбомів Portrait of an American Family, Smells Like Children, Antichrist Superstar, Mechanical Animals та Holy Wood (In the Shadow of the Valley of Death).
До DVD також входить короткометражний фільм «The Death Parade» (укр. «Парад смерті»), зрежисований Меріліном Менсоном. Стрічка містить матеріал з-за лаштунків туру, у ній можна побачити Оззі Осборна, Джоі Джордісона й Емінема.
16 листопада 2009 відеоальбом перевидали на Blu-ray Disc у форматі екрану 16:9. З невідомих причин на ньому відсутній трек «The Death Song».

## Треклист
1. «Intro/Count to Six and Die»
2. «Irresponsible Hate Anthem»
3. «The Reflecting God»
4. «Great Big White World»
5. «Disposable Teens»
6. «The Fight Song»
7. «The Nobodies»
8. «Rock Is Dead»
9. «The Dope Show»
10. «Cruci-Fiction in Space»
11. «Sweet Dreams/Hell Outro»
12. «The Love Song»
13. «The Death Song»
14. «Antichrist Superstar»
15. «The Beautiful People»
16. «Astonishing Panorama of the Endtimes»
17. «Lunchbox»

| Бонусне відео | Бонусне відео      | Бонусне відео |
| #             | Назва              | Тривалість    |
| ------------- | ------------------ | ------------- |
| 1.            | «The Death Parade» | 30:00         |

## Технічна характеристика DVD
- DVD 9 Dual Layer
- формат екрану — 4:3
- DTS Digital Surround Sound, Dolby Surround 5.1, Dolby Digital Stereo
- Тривалість: приблизно 107 хв.

## Технічна характеристика Blu-ray
- Відеокодек: MPEG-4 AVC
- Роздільність: 1080i
- Співвідношення сторін зображення: 1.78:1
- Англійська: DTS-HD Master Audio 5.1
- Англійська: Dolby Digital 5.1
- Англійська: LPCM 2.0

## Сертифікації
| Країна          | Сертифікації | Наклад    |
| --------------- | ------------ | --------- |
| Велика Британія | Золотий      | 25 тис.+  |
| США             | Платиновий   | 100 тис.+ |

## Учасники гурту
- Мерілін Менсон — вокал
- Джон 5 — гітара
- Мадонна Вейн Ґейсі — клавішні
- Джинджер Фіш — барабани
- Твіґґі Рамірез — бас-гітара